# Confusion de la secte de Muhamed

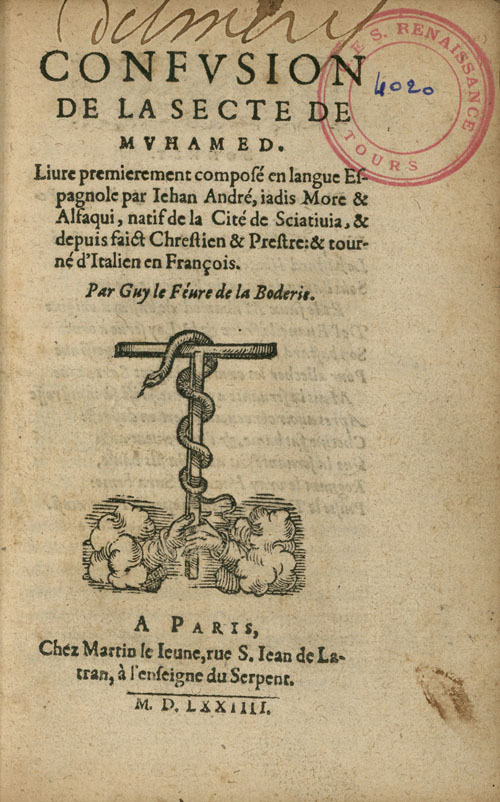
Juan Andrés, Confusion de la Secte de Muhamed, page de titre.

Confusion de la secte de Muhamed (titre original : Confusión o confutación de la secta Mahomética y del Alcorán) est un écrit de controverse sur l’islam publié en 1515. Son auteur, Juan Andrés (en), Jean André Maure dans certaines versions francisées, se présente comme un juriste musulman (faqīh) de Valence, converti au catholicisme en 1487. La question de la véracité de son identité est toujours débattue.
L'œuvre eut une importante influence dans la polémique anti-musulmane de la Renaissance, en particulier pour la posture de renégat lettré de son auteur. Elle alimentera les écrits sur l'islam aux XVIe et XVIIe siècles, jusqu'à Humphrey Prideaux (Vie de Mahomet, 1698). Par la suite, elle sera critiquée (Adrien Reland, La Religion des Mahométans, 1705) puis oubliée, bénéficiant de peu d'études jusqu'à aujourd'hui.

## Éditions
- En espagnol :
  - Juan Andrés (en), Confusión o confutación de la secta Mahomética y del Alcorán
  - Juan Andrés, Confusión o confutación dela secta mahomética y del Alcorán, Ed.Elisa Ruiz García and María IsabelGarcía-Monge, 2 vols, Mérida, 2003

- En italien :
  - Giouan Andrea, Opera chiamata confusione della setta machumetana, composta in lingua spagnola, per Giouan Andrea gia Moro & Alfacqui, della città de Sciatiua, ... tradotta in italiano, per Domenico de Gaztelu, il mese di Marzo 1537 (Stampata in Spagna ne la città di Seuiglia [i.e. Venezia], 1537.

- En latin :
  - Johannes Andreas, Confusio sectae Mahometanae (traduction Johannes Lauterbach von Noskowitz), Officinâ Johannis, Waesberg, 1656

- En français :
  - Juan Andrés (en), Confusion de la secte de Muhamed, livre premièrement composé en langue espagnole, par Jehan André et tourné d'italien en françois par Guy Le Fevre de La Boderie, Martin Le Jeune, 1574 (Andrés, Juan, « Confusion de la secte de Muhamed », Europeana (consulté le 9 décembre 2013)); (version en ligne sur google livres).

## Sources
- Ryan Szpiech, "Preaching Paul to the Moriscos: The Confusión o confutación de la secta mahomética y del Alcorán (1515) of “Juan Andrés (en)”", in La corónica: A Journal of Medieval Hispanic Languages, Literatures, and Cultures, Volume 41, Issue 1, Fall 2012, pp. 317-343